# Tchikakata Mbalundo
Aníbal João Ribeiro Simões  (Chilume, Bailundo, 1 de janeiro de 1955), também conhecido pelos pseudónimos Tchikakata Mbalundo ou Cikakata Mbalundo, é um psicólogo e escritor angolano.
Em 1986 publicou o seu primeiro romance, Cipembúwa, distinguido com a Menção Honrosa no Prémio Sonangol de Literatura, concurso de que foi vencedor em 1991, com o romance Feitiço da Rama da Abóbora.

## Biografia
Aníbal Simões nasceu na aldeia angolana de Chileume, no município de Bailundo, no dia 28 de janeiro de 1955.
Completou os seus estudos liceais na cidade de Huambo e, no fim da década de 1970, estabeleceu residência em Lubango. Apesar de ter iniciado os seus estudos universitários em filologia germânica, licenciou-se em psicologia pela Universidade Agostinho Neto, em Angola, onde exerceu o cargo de docente, nessa mesma área. Em 1990, veio para Portugal para cursar o doutoramento em psicologia da educação, na Universidade do Minho.
Atualmente, reside na cidade angolana de Lubango, onde trabalha como docente e pesquisador no Instituto Superior de Ciências da Educação da Huíla.

## Obras
- 1986: Cipembúwa (menção honrosa do Prémio Sonangol de Literatura)
- 1991: O Feitiço da Rama de Abóbora (Prémio Sonangol de Literatura)
- 2002: Entre a Morte e a Luz
- 2013: A Clave da Insatisfação